# Экология и право
«Экология и право» — ежеквартальный журнал, издаваемый русскоязычным офисом норвежской экологической организацией «Беллона». Журналист Ангелина Давыдова является его главным редактором с 2016 года. Первый выпуск вышел на русском языке в России в 2002 году.

## История и миссия журнала
Главной задачей журнала было продвижение экологических прав в России. С 2014 года редколлегия журнала приняла решение выпускать тематические номера. Среди тем: экологические последствия войны в Украине, циклическая экономика, ответственное потребление, промышленное загрязнение и другие. Авторы, зачастую это эксперты в рассматриваемой номером области, публикуют аналитические статьи, делятся мнениями или дают интервью.
Последний номер журнала посвящен экологическим последствиям войны в Украине и издан двух языках: английском и русском.

## Бывшие редакторы
Редактором-основателем журнала с 2002 по 2008 годы был Григорий Пасько. Как сообщается на сайте «Беллоны», Пасько был заключен в тюрьму в 2002 году за «освещение нарушений ядерной безопасности на военно-морских базах Тихоокеанского флота России».